# Adam Pettle
Adam Pettle (Toronto, 1973) è un produttore televisivo e sceneggiatore canadese.

## Biografia

### Teatro
Nato a Toronto nel 1973, Pettle si è diplomato al programma di scrittura teatrale della National Theatre School of Canada (NTS); successivamente ha conseguito una bachelor of arts in teatro presso la Dalhousie University nel 1994.
La sua prima opera teatrale, Therac 25 (1995), è autobiografica: Pettle ha ricevuto un lungo trattamento per un tumore della tiroide all'inizio degli anni novanta. Mette in scena una storia d'amore che si sviluppa nei corridoi di un reparto oncologico. Il suo dramma successivo, Zadie's Shoes (2000), è una delle poche opere canadesi trasferite con successo al teatro commerciale Elgin and Winter Garden Theatres; venendo proposto in tutto il Canada, negli Stati Uniti d'America e nel Regno Unito.
Le sue opere teatrali Zadie's Shoes, Sunday Father e Therac 25 sono stati tutti nominati per il Dora Mavor Moore Award come miglior nuova opera teatrale.

### Televisione e radio
Nel 2006 si è avvicinato alla scrittura televisiva, scrivendo l'episodio pilota Clean per Ilana Frank e Thump Inc (ora ICF Films). Da allora ha lavorato a diverse serie televisive canadesi e americane, tra cui Combat Hospital, King, Rookie Blue, X Company e Saving Hope. Nel 2010 ha ricevuto una candidatura ai Gemini Awards per l'episodio di Rookie Blue intitolato Il Big Nickel, scritto insieme a Morwyn Brebner. È accreditato come coproduttore di King e produttore esecutivo della serie televisiva Saving Hope.
Pettle è anche creatore e scrittore capo della miniserie radiofonica Afghanada trasmessa dalla CBC Radio.

## Filmografia

### Attore

#### Televisione
- Saving Hope – serie TV, episodio 2x09 (2013)
- Played – serie TV, episodio 1x01 (2013)

### Produttore

#### Televisione
- King – serie TV, 13 episodi (2012)
- Saving Hope – serie TV, 72 episodi (2013-2017)
- The Detail – serie TV, 10 episodi (2018)
- Burden of Truth – serie TV, 11 episodi (2018-2019)
- Nurses - Nel cuore dell'emergenza (Nurses) – serie TV, 10 episodi (2020)

### Sceneggiatore

#### Televisione
- Rookie Blue – serie TV, 4 episodi (2010-2011)
- Combat Hospital – serie TV, episodio 1x05 (2011)
- King – serie TV, episodi 2x02-2x08 (2012)
- X Company – serie TV, 4 episodi (2015)
- Saving Hope – serie TV, 17 episodi (2012-2017)
- The Detail – serie TV, episodio 1x06 (2018)
- Burden of Truth – serie TV, episodio 2x02 (2019)
- Nurses - Nel cuore dell'emergenza (Nurses) – serie TV, 8 episodi (2020-2021)

## Doppiatori italiani
Nelle versioni in italiano delle opere in cui ha recitato, Adam Pettle è stato doppiato da:
- David Vivanti Saving Hope